# La sindrome di Antonio
La sindrome di Antonio è un film del 2016 diretto da Claudio Rossi Massimi.
Road movie che rappresenta la trasposizione cinematografica del romanzo omonimo del 2005 scritto dallo stesso regista e sceneggiatore.
Il film è l'ultimo lavoro a cui ha partecipato Giorgio Albertazzi.

## Trama
Antonio Soris, ventenne e sessantottino convinto, intraprende un viaggio alla volta di Atene. La meta non è scelta a caso: Antonio è stregato dalla mitologia greca, in particolare dalla filosofia di Platone (la "sindrome" del titolo). Arrivato ad Atene incontra Maria, una giovane affascinante che lo porterà alla scoperta di alcune bellezze senza tempo.
La Grecia, che si trova sotto la dittatura dei colonnelli, sarà il teatro di una serie di incontri dal significato politico, filosofico e di crescita personale: un oste, una pazza, un pittore.

## Produzione
Il film è stato prodotto da Lucia Macale per IMAGO Film Videoproduzioni e da Corrado Azzollini per Draka Production.
La fotografia è di Mario Parruccini e il montaggio di Giorgia Scalia. Le musiche originali sono di Enrico Pieranunzi.

## Distribuzione
Il film è stato distribuito da Corrado Azzollini per Draka Distribution.

## Riconoscimenti
- 2016: Festa del cinema di Roma (Presentazione in anteprima il 18/10/2016)
- 2017: Vincitore come Miglior Film per Video Festival di Imperia
- 2017: N.I.C.E. New Italian Cinema Events di Mosca e San Pietroburgo (Proiezione)
- 2017: Menzione speciale per la scrittura e i dialoghi per Ariano International Film Festival